# Korfball na World Games 2009
Korfball na World Games 2009 odbył się w dniach 17 - 21 lipca w NKNU Gymnasium. Turniej ten był zawodami mieszanymi - skład każdej z drużyn zasilały zarówno kobiety jak i mężczyźni.

## Uczestnicy
- Australia
- Belgia
- Czechy
- Wielka Brytania
- Holandia
- Portugalia
- Rosja
- Chińskie Tajpej

## Rezultaty

### Pierwsza faza

#### Grupa A
| Poz. | Drużyna   |
| ---- | --------- |
| 1    | Holandia  |
| 2    | Rosja     |
| 3    | Czechy    |
| 4    | Australia |

Godziny poszczególnych meczów według strefy czasowej UTC+8:00.
| Godzina  | Mecze    | Mecze | Mecze     |
| -------- | -------- | ----- | --------- |
| 17 lipca |          |       |           |
| 13:45    | Czechy   | 21-16 | Australia |
| 17:25    | Holandia | 35-8  | Rosja     |
| 18 lipca |          |       |           |
| 13:45    | Rosja    | 18-12 | Australia |
| 17:25    | Czechy   | 10-34 | Holandia  |
| 19 lipca |          |       |           |
| 13:45    | Holandia | 37-10 | Australia |
| 17:25    | Czechy   | 15-19 | Rosja     |

#### Grupa B
| Poz. | Państwo         |
| ---- | --------------- |
| 1    | Belgia          |
| 2    | Chińskie Tajpej |
| 3    | Portugalia      |
| 4    | Wielka Brytania |

Godziny poszczególnych meczów według strefy czasowej UTC+8:00.
| Godzina  | Mecze           | Mecze | Mecze           |
| -------- | --------------- | ----- | --------------- |
| 17 lipca |                 |       |                 |
| 15:35    | Belgia          | 25-13 | Wielka Brytania |
| 19:15    | Chińskie Tajpej | 26-19 | Portugalia      |
| 18 lipca |                 |       |                 |
| 15:35    | Wielka Brytania | 11-15 | Portugalia      |
| 19:15    | Chińskie Tajpej | 16-30 | Belgia          |
| 19 lipca |                 |       |                 |
| 15:35    | Belgia          | 26-18 | Portugalia      |
| 19:15    | Chińskie Tajpej | 17-14 | Wielka Brytania |

### Druga faza

#### Półfinały
| Godzina      | Mecze           | Mecze | Mecze     |
| ------------ | --------------- | ----- | --------- |
| 20 lipca     |                 |       |           |
| 13:45 Mecz A | Portugalia      | 22-10 | Australia |
| 15:35 Mecz B | Wielka Brytania | 12-13 | Czechy    |
| 17:25 Mecz C | Belgia          | 24-8  | Rosja     |
| 19:15 Mecz D | Chińskie Tajpej | 13-29 | Holandia  |

#### Finały
| Godzina                 | Mecze      | Mecze | Mecze           |
| ----------------------- | ---------- | ----- | --------------- |
| 21 lipca                |            |       |                 |
| 12:30 Mecz o 7. miejsce | Australia  | 18-31 | Wielka Brytania |
| 14:30 Mecz o 5. miejsce | Portugalia | 18-19 | Czechy          |
| 16:30 Mecz o 3. miejsce | Rosja      | 18-25 | Chińskie Tajpej |
| 18:30 Finał             | Belgia     | 20-25 | Holandia        |

## Klasyfikacja końcowa zawodów
| Poz. | Państwo         |
| ---- | --------------- |
|      | Holandia        |
|      | Belgia          |
|      | Chińskie Tajpej |
| 4    | Rosja           |
| 5    | Czechy          |
| 6    | Portugalia      |
| 7    | Wielka Brytania |
| 8    | Australia       |

## Medale
| Konkurencja               | Złoto    | Srebro | Brąz            |
| Turniej drużyn mieszanych | Holandia | Belgia | Chińskie Tajpej |